# Thrift Shop
Thrift Shop은 미국의 랩퍼 맥클모어와 프로듀서 라이언 루이스의 프로젝트 그룹 맥클모어 앤 라이언 루이스의 노래이다. 1961년생 R&B 가수인 완즈가 피쳐링에 참여했으며, 중독성 있는 비트가 특징이다. 빌보드 핫 100 차트에서 6주 동안 1위를 한 노래이기도 하다.

## 곡 목록
| #  | 제목            | 재생 시간 |
| -- | --------------- | --------- |
| 1. | 〈Thrift Shop〉 | 3:55      |

| #  | 제목                   | 재생 시간 |
| -- | ---------------------- | --------- |
| 1. | 〈Thrift Shop〉        | 3:55      |
| 2. | 〈Ten Thousand Hours〉 | 4:10      |